# Tuffalun
Tuffalun is een gemeente in het Franse departement Maine-et-Loire (regio Pays de la Loire). De plaats maakt deel uit van het arrondissement Saumur. Tuffalun is op 1 januari 2016 ontstaan door de fusie van de gemeenten Ambillou-Château, Louerre en Noyant-la-Plaine. De gemeente telde 1.734 inwoners op 1 januari 2022.

## Geografie
De oppervlakte van Tuffalun bedroeg op 1 januari 2022 39,42 vierkante kilometer; de bevolkingsdichtheid was toen 44 inwoners per km².

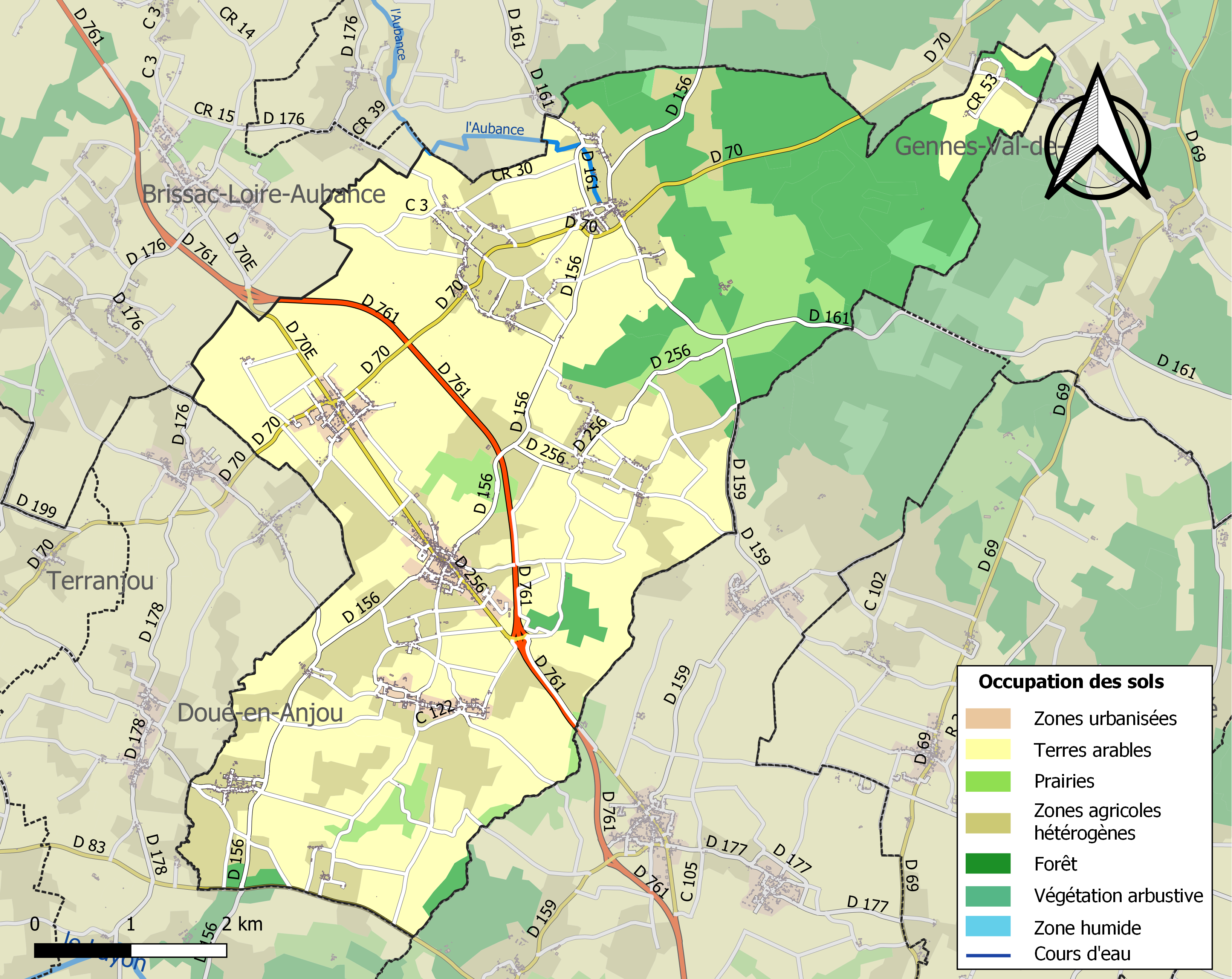
Kaart van de gemeente met de belangrijkste infrastructuur, bodemgebruik en omliggende gemeenten